# Frappe aérienne d'Agbe
 (mars 2025).
Si vous disposez d'ouvrages ou d'articles de référence ou si vous connaissez des sites web de qualité traitant du thème abordé ici, merci de compléter l'article en donnant les références utiles à sa vérifiabilité et en les liant à la section « Notes et références ».
 (octobre 2021).
La frappe aérienne d'Agbe est survenue le 20 octobre 2021 lorsque l'armée de l'air éthiopienne a mené une frappe aérienne sur la petite ville d'Agbe (en), dans le woreda de Tanqua Millash (en), dans la région du Tigré, en Éthiopie, lors de la guerre Tigré.

## Attaque
La frappe aérienne a touché un dépôt d'artillerie lourde qui se serait développé à Agbe après le départ de l'armée éthiopienne de la région en juin 2020, selon le gouvernement éthiopien. Conjointement avec les frappes aériennes de 2021 de Mekele, ces bombardements ont eu lieu au moment même où les ENDF (armée éthiopienne) étaient sous pression des forces de défense du Tigré (en) dans la région de Dessie.

## Réactions
Debretsion Gebremichael, président régional du Tigré, a déclaré à Reuters le 20 octobre 2021 qu'"Ils l'armée éthiopienne sont désespérés sur le front de la guerre. Mon interprétation est qu'ils nous bombardent parce qu'ils perdent sur le terrain et c'est leur représailles. Le fait qu'ils bombardent montre qu'ils ne se soucient pas des civils tigréens".